# 岡村静彦
岡村 静彦（おかむら しずひこ、1848年2月13日〈嘉永元年1月8日〉- 1926年〈大正15年〉7月1日）は、日本の陸軍軍人（歩兵）。最終階級は陸軍中将。位階および勲等、軍功は従三位・勲二等・功四級。

## 生涯
長門国阿武郡萩城下（現在の山口県萩市）に長州藩士岡村丈平、母歌子の子として生まれる。幼名は省三。京都の藩邸に駐在していた叔父の岡村熊七に学んだ。
文久３年攘夷警備のため、馬関に出張し馬関戦争に参戦。上陸戦で大いに奮戦し、その功により藩主である毛利敬親から賞典を授与された。
ついで川上弥一に従い、豊前国田の浦に渡り攘夷警備にあたった。元治元年、久坂玄瑞が同士を集め八幡隊を結成すると、これに加わり禁門の変に参戦した。御所柳馬場の鷹司邸付近で幕府軍と激戦したが、敗走し、命かながら帰藩した。一時病を患ったが、慶応２年、四境戦争が始まると豊前小倉に渡り石原町、呼野などを転戦し、香春を占領した。明治元年には禁闕守衛の任にあり幕兵と戦ったのち、公家の中納言西園寺公望（後に首相）に従い丹波国、丹後国、但馬国、因幡国など各地に出張し庶民の鎮撫に当たった。
明治2年に長州藩常備軍を編成すると、第1大隊3番中隊小隊長を命じられたが、兵の不満脱走により瓦壊した。脱走兵暴動（山口県脱退兵暴動事件）となると、1番中隊教導役を命じられ鎧峠、三田尻、江原峠、山口に転戦しこれを鎮圧した。明治3年10月藩を出て、陸軍に出仕し累進して二等軍曹となる。明治4年8月陸軍少尉となり同年12月には陸軍大尉に進んだ。近衛兵や仙台鎮台附を経て、明治10年の西南戦争では7月より征討軍団編入となり日向国、大隅国、薩摩国を転戦した。明治11年6月、その功により勲五等に叙された。明治12年3月、陸軍少佐に昇任し歩兵第2連隊第2大隊長となる。明治16年2月には歩兵第3連隊第2大隊長となる。明治17年6月、歩兵第2連隊第2大隊長を経て、明治18年5月に陸軍中佐に進み歩兵第6連隊長に補された。明治19年5月歩兵第23連隊長に転じ、明治24年7月陸軍大佐に進んだ。
明治27年の日清戦争では第6師団に編入となり、威海衛の攻略に貢献しその功により功四級に叙された。明治29年10月、陸軍少将に昇任し歩兵第4旅団長に補された。明治32年3月、歩兵第3旅団に転じ、翌年の明治33年4月に休職となる。明治37年の日露戦争では５月に留守第6師団長兼歩兵第11旅団長として復帰し、師団補充の任に当たった。明治39年3月後備役編入となり、大正15年7月に病により薨去。享年は79。墓所は青山霊園立山墓地。

## 家族
- 妻：多満
- 次男：勝彦